# Irmgard Konzag
Irmgard Konzag, geb. Irmgard Weber (* 12. Juni 1933 in Holzweißig; † 8. Mai 1992) war eine deutsche Sportwissenschaftlerin und Hochschullehrerin.

## Leben
Irmgard Konzag schloss 1970 an der Universität Halle-Wittenberg ihre Doktorarbeit zum Thema „Untersuchungen zum Umfang der physischen Belastung und zu den Reaktionen des Herz-Kreislauf-Systems von Oberligaspielern im Basketballspiel unter Wettkampfbedingungen“ ab. Ihre Dissertation B (Thema: „Kognitive Funktionen als Komponenten der Informationsaufnahme und Informationsverarbeitung in der psychischen Regulation sportlicher Spielhandlungen“) wurde 1978 an der Universität Halle-Wittenberg angenommen.
In Zusammenarbeit mit ihrem Ehemann Gerd Konzag brachte sie mehrere Sportlehrbücher heraus, darunter „Übungsformen für die Sportspiele: eine Übungssammlung für Basketball, Fußball, Handball, Volleyball sowie vorbereitende Spiele“ (1975), „Basketball spielend trainieren: das komplette Übungssystem“ (1991), „Fußball spielend trainieren: das komplette Übungssystem“ (1991) und „Volleyball spielend trainieren: das komplette Übungssystem“ (1992). 1983 veröffentlichte sie mit Klaus Stöber das Buch „Basketball in der Schule“.
Sie befasste sich in ihrer wissenschaftlicher Arbeit an der Universität Halle-Wittenberg unter anderem mit der Lehrweise der Technik in den Sportspielen, Leistungskontrollen im Basketball, psychischen und psychomotorischen Komponenten technisch-taktischer Fähigkeiten und dem langfristigen Leistungsaufbau im Fußball unter Berücksichtigung kognitiver Leistungsvoraussetzungen. Des Weiteren war sie mit ihrem Ehemann an der Universität Halle-Wittenberg in der Ausbildung von Schullehrern mit der Spezialisierung auf die Sportart Basketball tätig.